# BioCirc Arena
BioCirc Arena (tidligere Vibocold Arena Viborg og Viborg Stadionhal) er en sportshal i Viborg i Danmark, der hovedsageligt bliver brugt til håndbold. Hallen har plads til ca. 3000 tilskuere (ca. 1883 siddepladser), og den er hjemmebane for Viborg HK's hold i Håndboldligaen og Damehåndboldligaen. Den 30. april 2017 skiftede hallen navn til Vibocold Arena Viborg.
Tilskuerrekorden i Viborg Stadionhal er på 3.000 tilskuere og blev sat den 3. maj 2007 hvor Viborg HK’s damer tog imod Slagelse i den 2. DM-finale.
Den næststørste rekord blev sat d. 7. december 2003, hvor der var topkamp mellem Viborg HK med Ulrik Wilbek i spidsen mod Mors-Thy Håndbold, kampen om 1 pladsen, i en fyldt Viborg stadionhal med i alt 2800 tilskuere på lægterne. Det er pr. 1 maj 2010 det næststørste tilskuertal i en 1 divisionskamp. Rekorden indehaves af HC Midtjylland, som havde et tilskuertal på mere end 3000.